# Батурите
Батурите (порт. Baturité) — муниципалитет в Бразилии, входит в штат Сеара. Составная часть мезорегиона Север штата Сеара. Входит в экономико-статистический микрорегион Батурите. Население составляет 31 736 человек на 2006 год. Занимает площадь 308,780 км². Плотность населения — 102,8 чел./км².

## История
Город основан 9 августа 1858 года.

## Статистика
- Валовой внутренний продукт на 2003 составляет 46.412.000,00 реалов (данные: Бразильский институт географии и статистики).
- Валовой внутренний продукт на душу населения на 2003 составляет 1.394,00 реалов (данные: Бразильский институт географии и статистики).
- Индекс развития человеческого потенциала на 2000 составляет 0,642 (данные: Программа развития ООН).

## Галерея

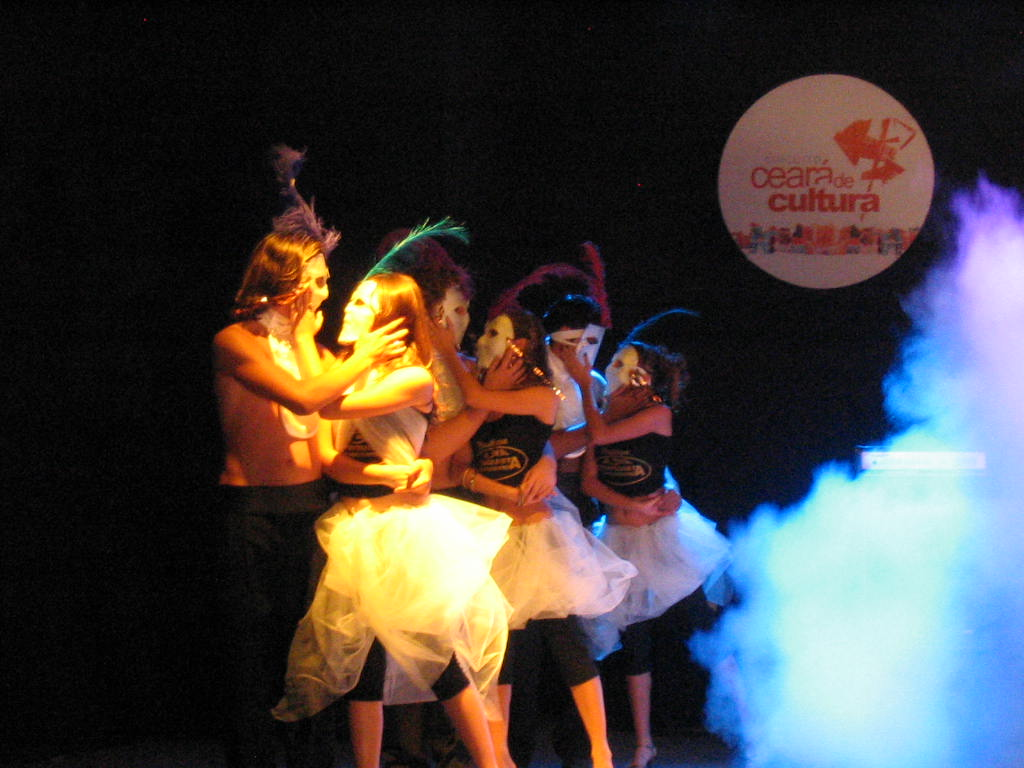
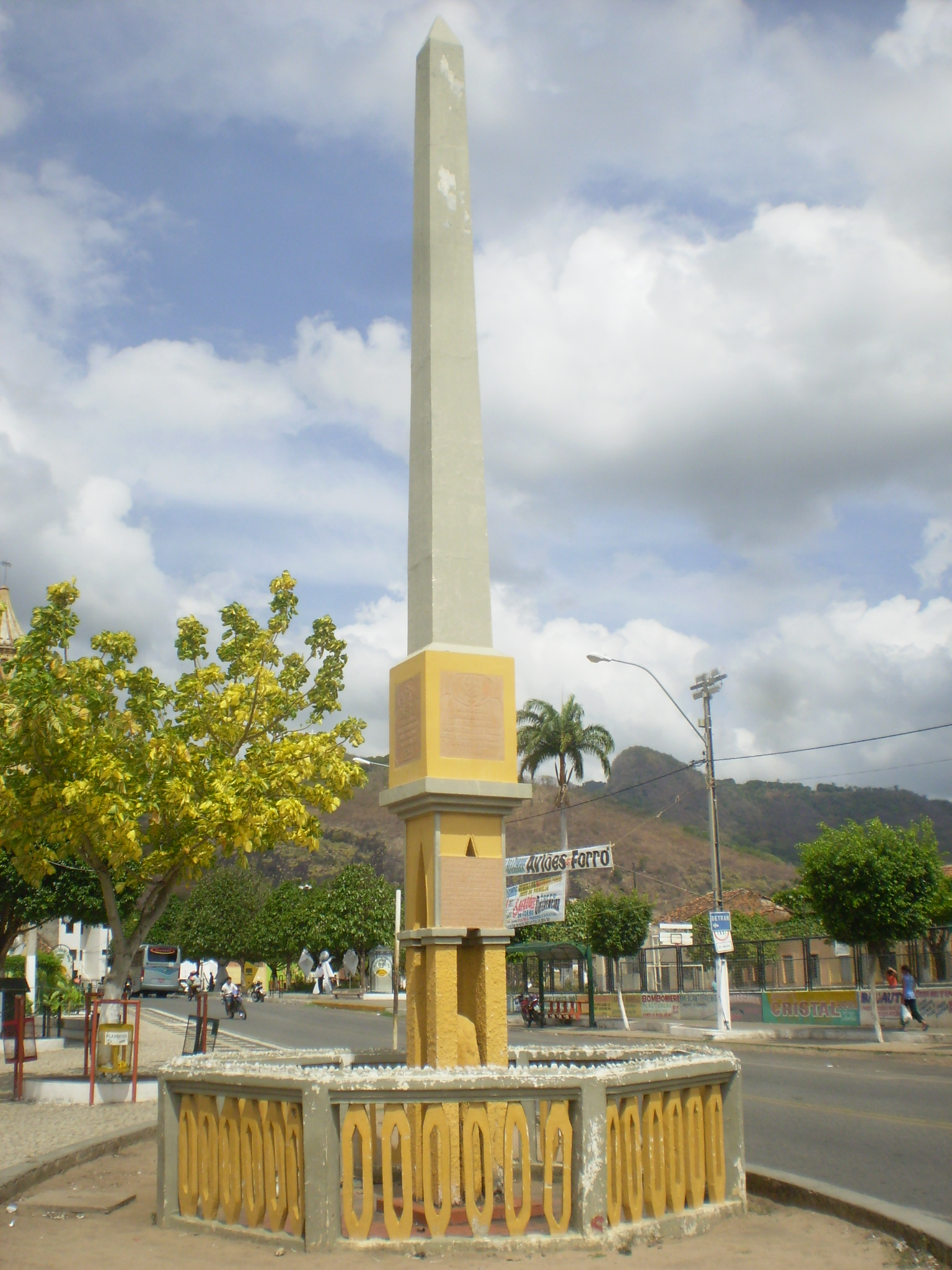
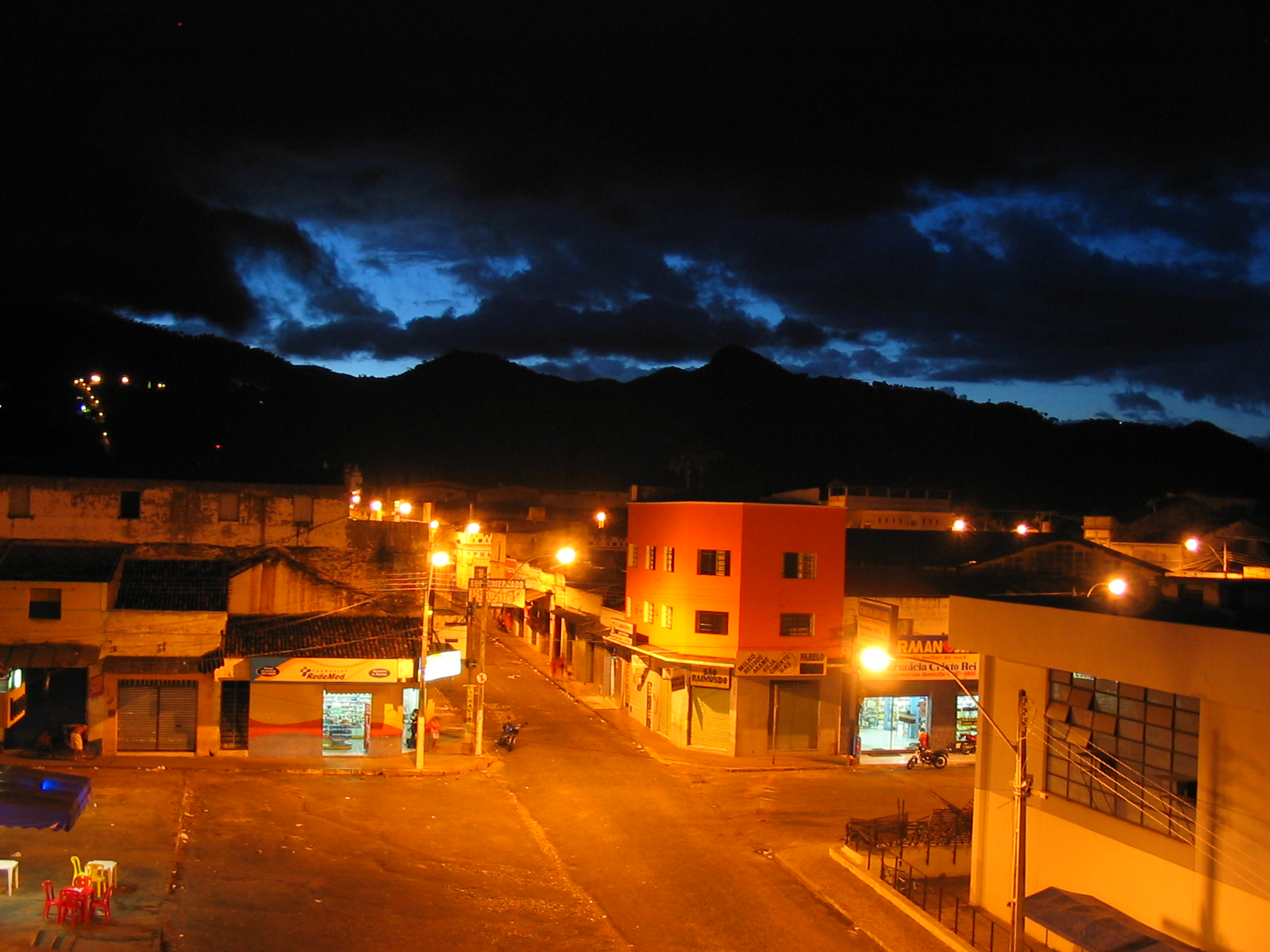
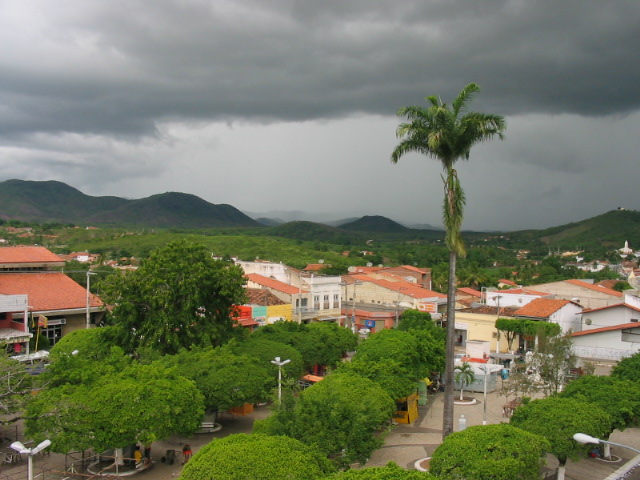
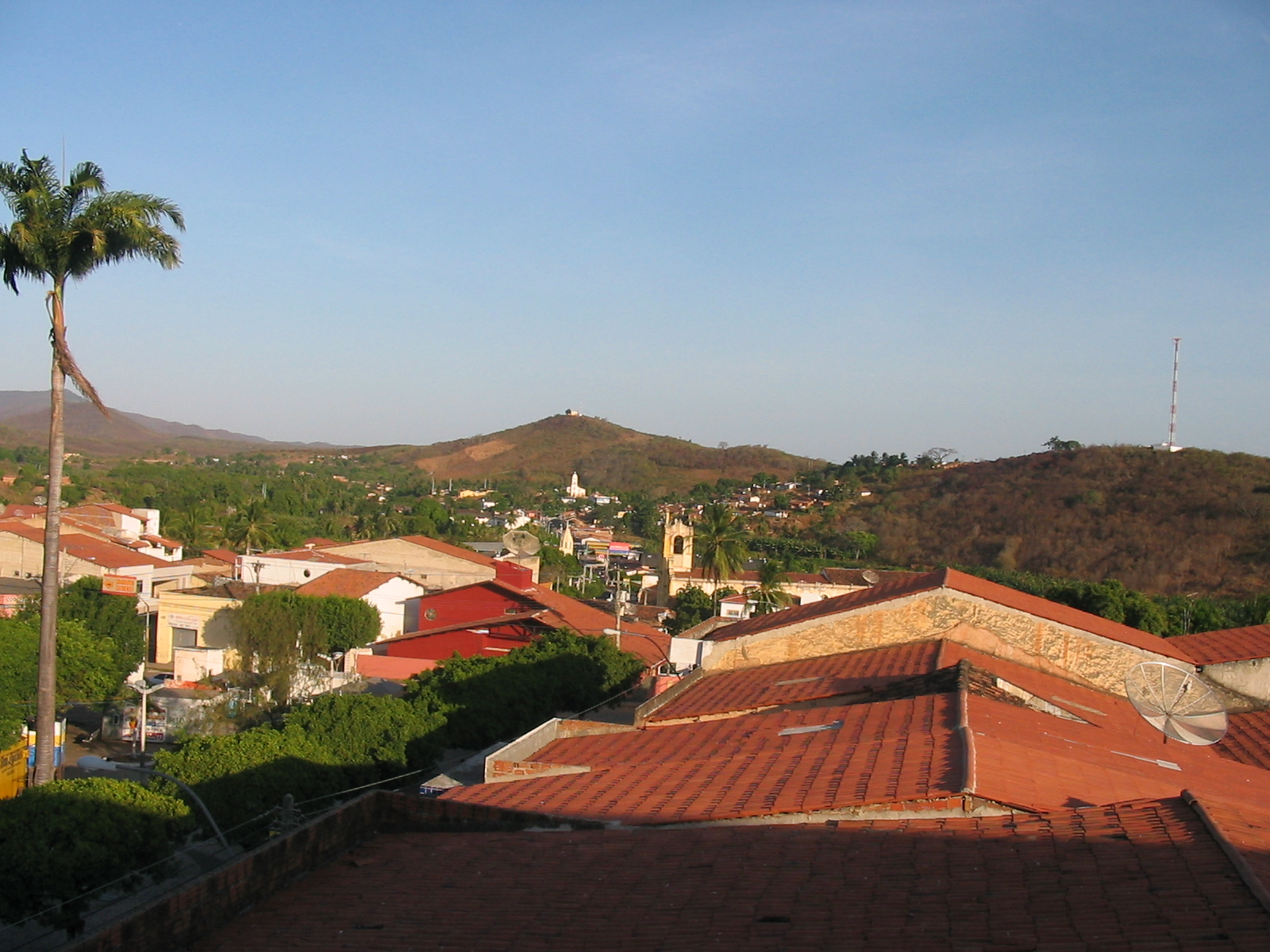
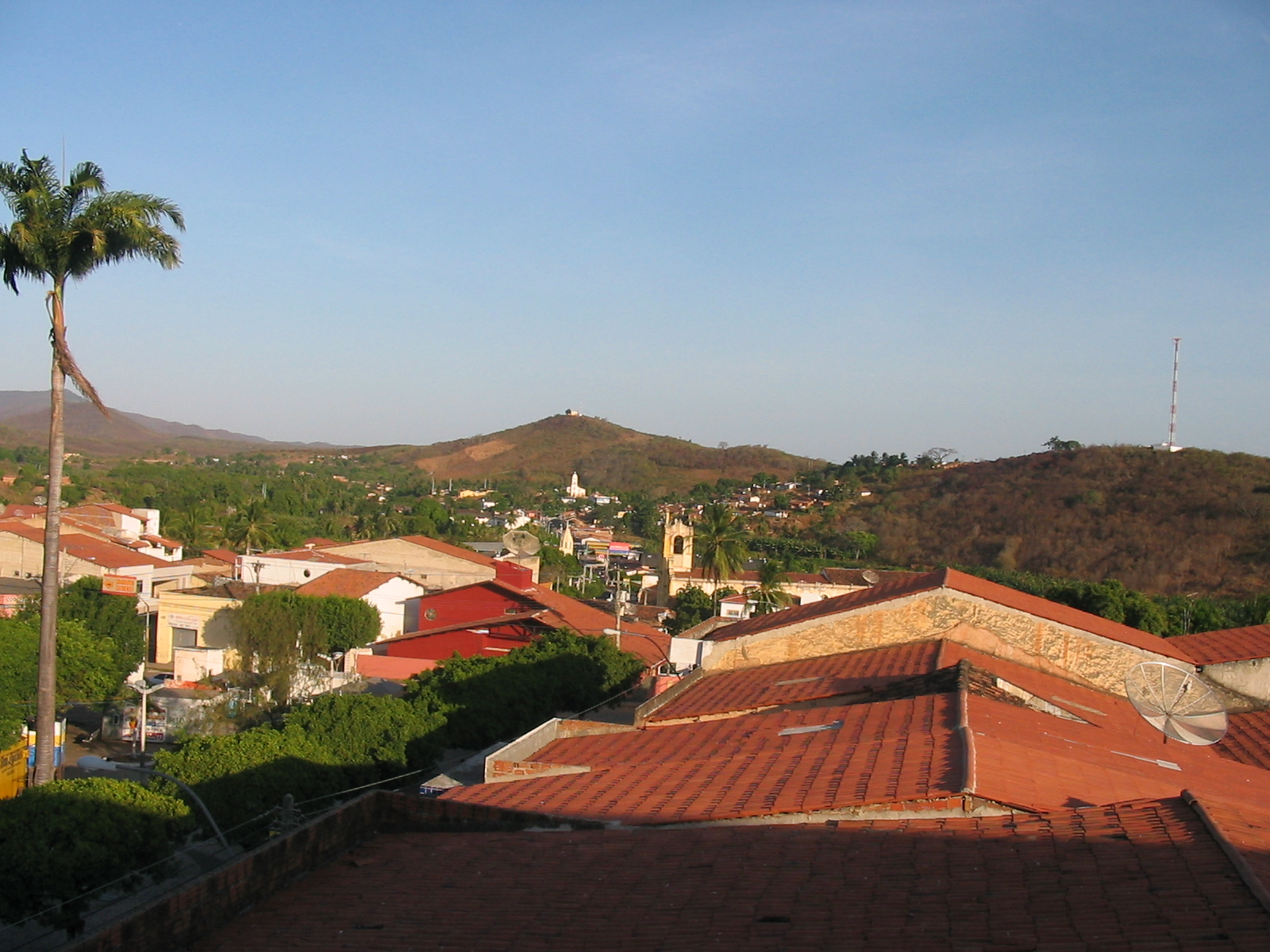
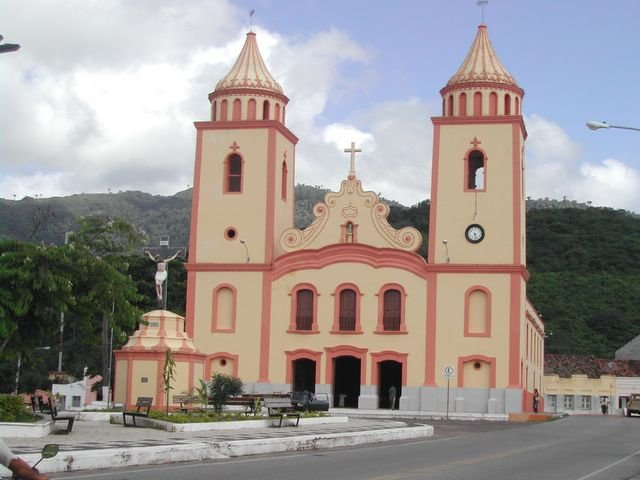
Собор
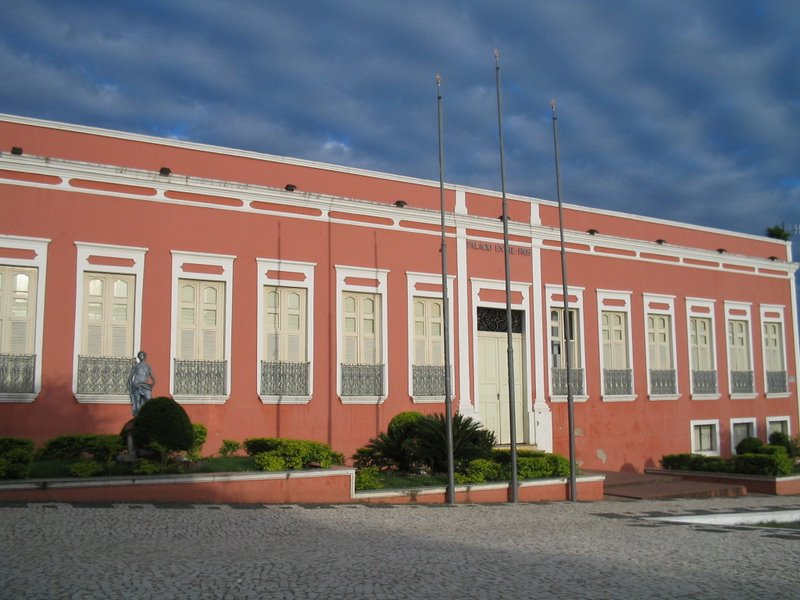
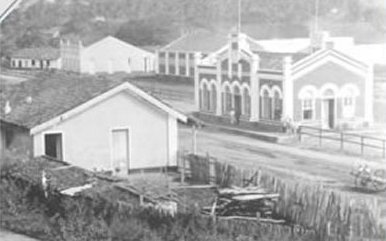
Вокзал